# El Hato, Acayucan
El Hato är en ort i Mexiko.   Den ligger i kommunen Acayucan och delstaten Veracruz, i den sydöstra delen av landet, 500 km öster om huvudstaden Mexico City. El Hato ligger 107 meter över havet och antalet invånare är 804.
Terrängen runt El Hato är platt, och sluttar söderut. Runt El Hato är det ganska tätbefolkat, med 199 invånare per kvadratkilometer. Närmaste större samhälle är Acayucan, 7,2 km sydost om El Hato. Omgivningarna runt El Hato är en mosaik av jordbruksmark och naturlig växtlighet.